# Prunières (Lozère)
Prunières (okzitanisch Prunièiras) ist eine südfranzösische Gemeinde mit 226 Einwohnern (Stand 1. Januar 2022) im Département Lozère in der Region Okzitanien.

## Lage
Prunières liegt auf etwa 1000 Metern Höhe ü. d. M. im Gebiet der Causse de Sauveterre im südlichen Zentralmassiv in den Cevennen in der historischen Landschaft des Gevaudan. Die nächstgelegene größere Stadt ist das etwa 48 Kilometer (Fahrtstrecke) südöstlich gelegene Mende.

## Bevölkerungsentwicklung
| Jahr      | 1962 | 1968 | 1975 | 1982 | 1990 | 1999 | 2006 | 2018 |
| Einwohner | 247  | 214  | 163  | 172  | 169  | 175  | 239  | 248  |

Die Bevölkerungszahl stieg im 19. Jahrhundert von 320 auf 440 Personen an. Infolge des zunehmenden Wegfalls von Arbeitsplätzen durch die Mechanisierung der Landwirtschaft sank die Bevölkerung im 20. Jahrhundert kontinuierlich bis auf die Tiefststände der letzten Jahrzehnte.

## Wirtschaft
Traditionell spielt die Landwirtschaft – und hier in erster Linie die Schafzucht – die wichtigste Rolle im Wirtschaftsleben der Gemeinde. Seit den 1960er und 1970er Jahren ist der Tourismus in Form der Vermietung von Ferienhäusern (gîtes) als Einnahmequelle hinzugekommen.

## Geschichte
Der Ort entstand um ein ehemaliges Priorat der Abtei La Chaise-Dieu herum. Der Hundertjährige Krieg (1337–1453) und die Hugenottenkriege (1562–1598) hinterließen im Ort keine Spuren.

## Sehenswürdigkeiten

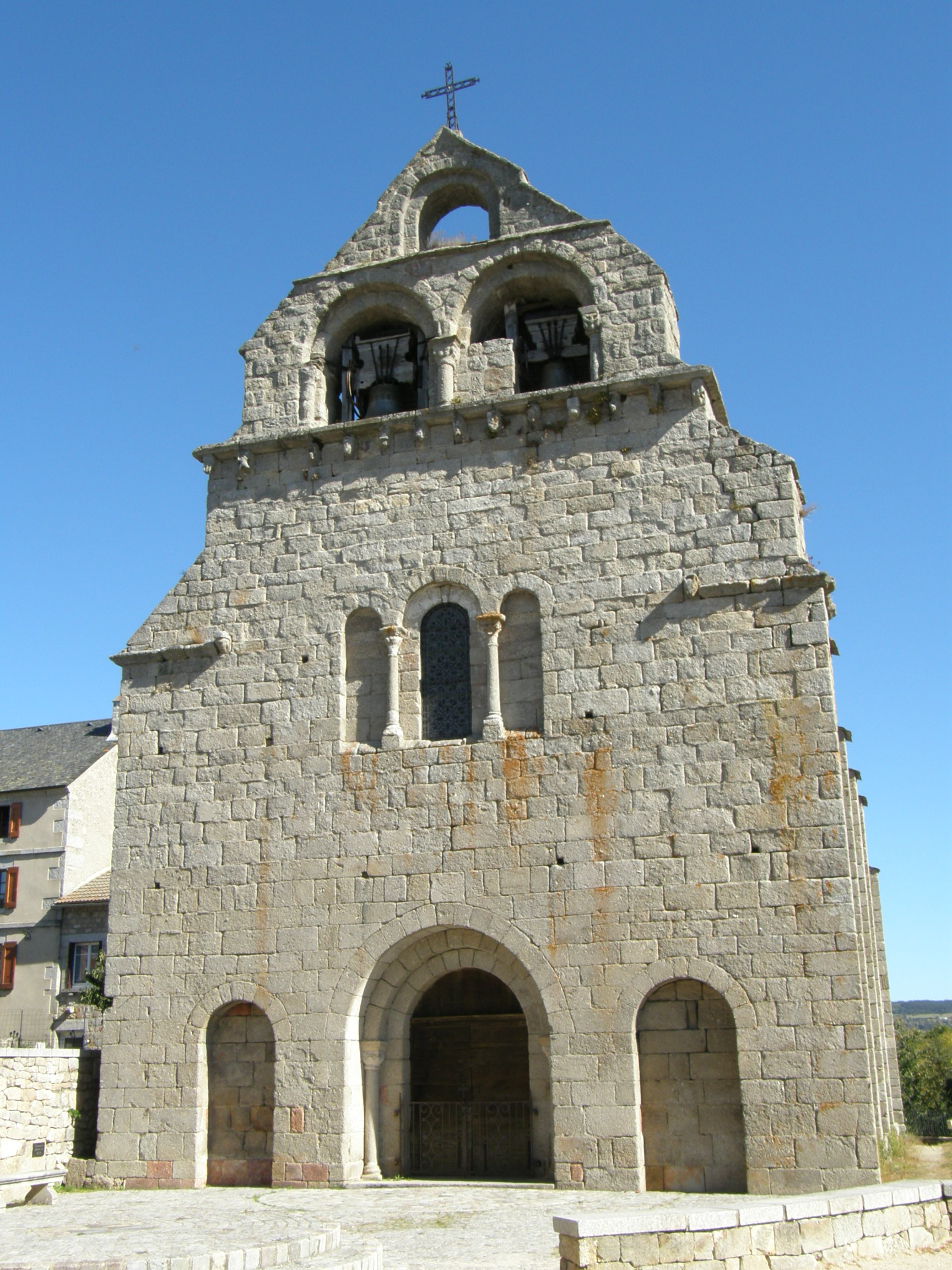
Église Saint-Caprais

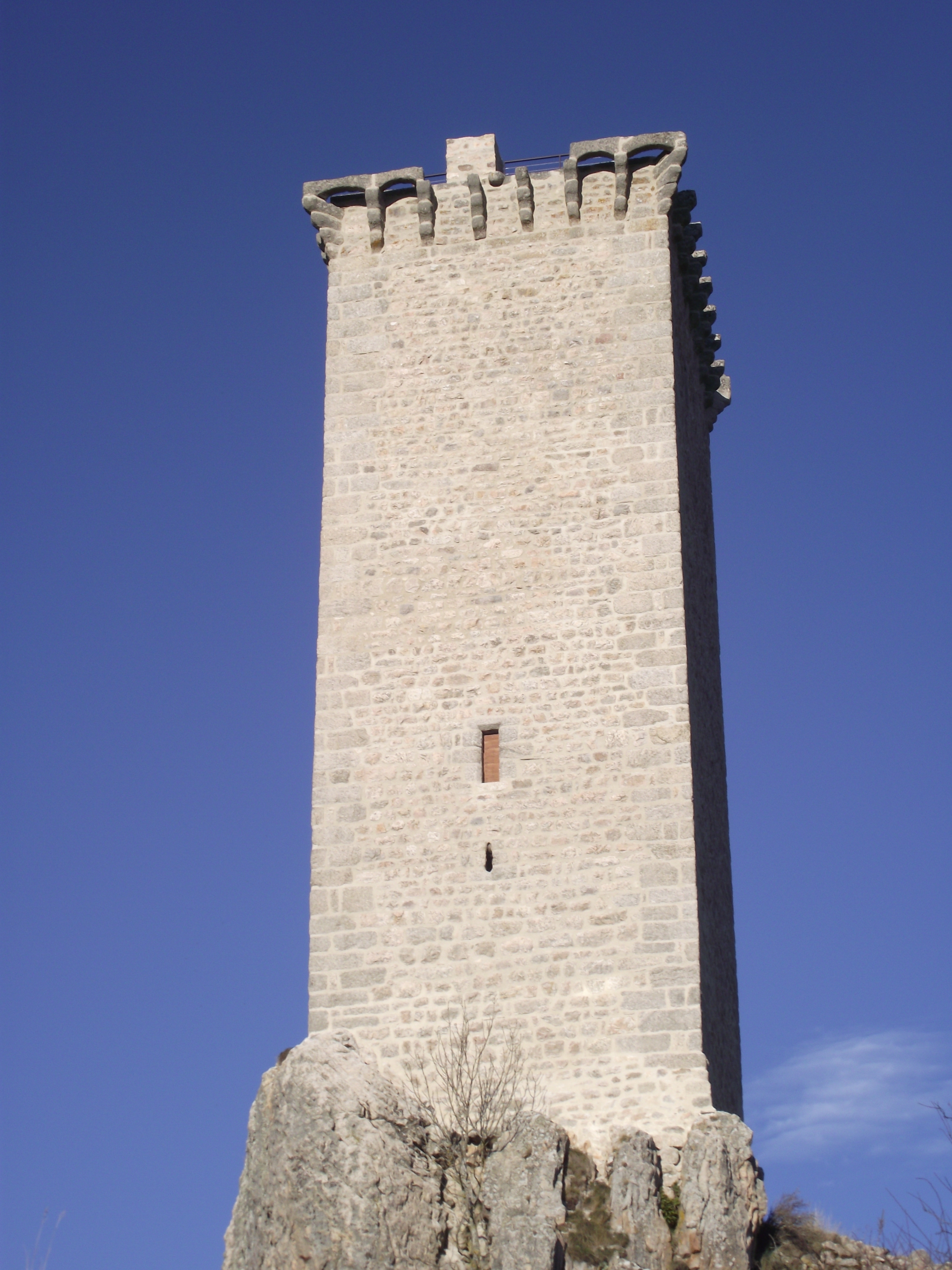
Château d'Apcher

- Die aus recht sorgfältig behauenen Natursteinen errichtete ehemalige Prioratskirche Saint-Caprais entstand – ihrer ungewöhnlichen, im oberen Teil nahezu barock anmutenden Fassade zum Trotz – im 12. Jahrhundert. Das Erdgeschoss mit seinen beiden seitlichen Blendportalen imitiert mit einfachen Mitteln ein Triumphbogenschema. Im Bereich des Fensters darüber wiederholt sich dieses Schema in stark verkleinerter Form. Die Fassade schließt nach oben ab mit einem Konsolenfries und einem darüber aufragenden dreiteiligen Glockengiebel, in welchem drei einfache romanische Säulchen zu erkennen sind. Die polygonal gebrochene Apsis schließt nach oben ab mit einem Rundbogenfries. Das Innere der Kirche ist nur einschiffig und tonnengewölbt; bei Restaurierungsarbeiten wurden barocke Fresken des 17. Jahrhunderts freigelegt, in denen auch das seitlich von Engeln getragene Ortswappen erscheint. Der Kirchenbau wurde bereits im Jahr 1920 als Monument historique[1] anerkannt.

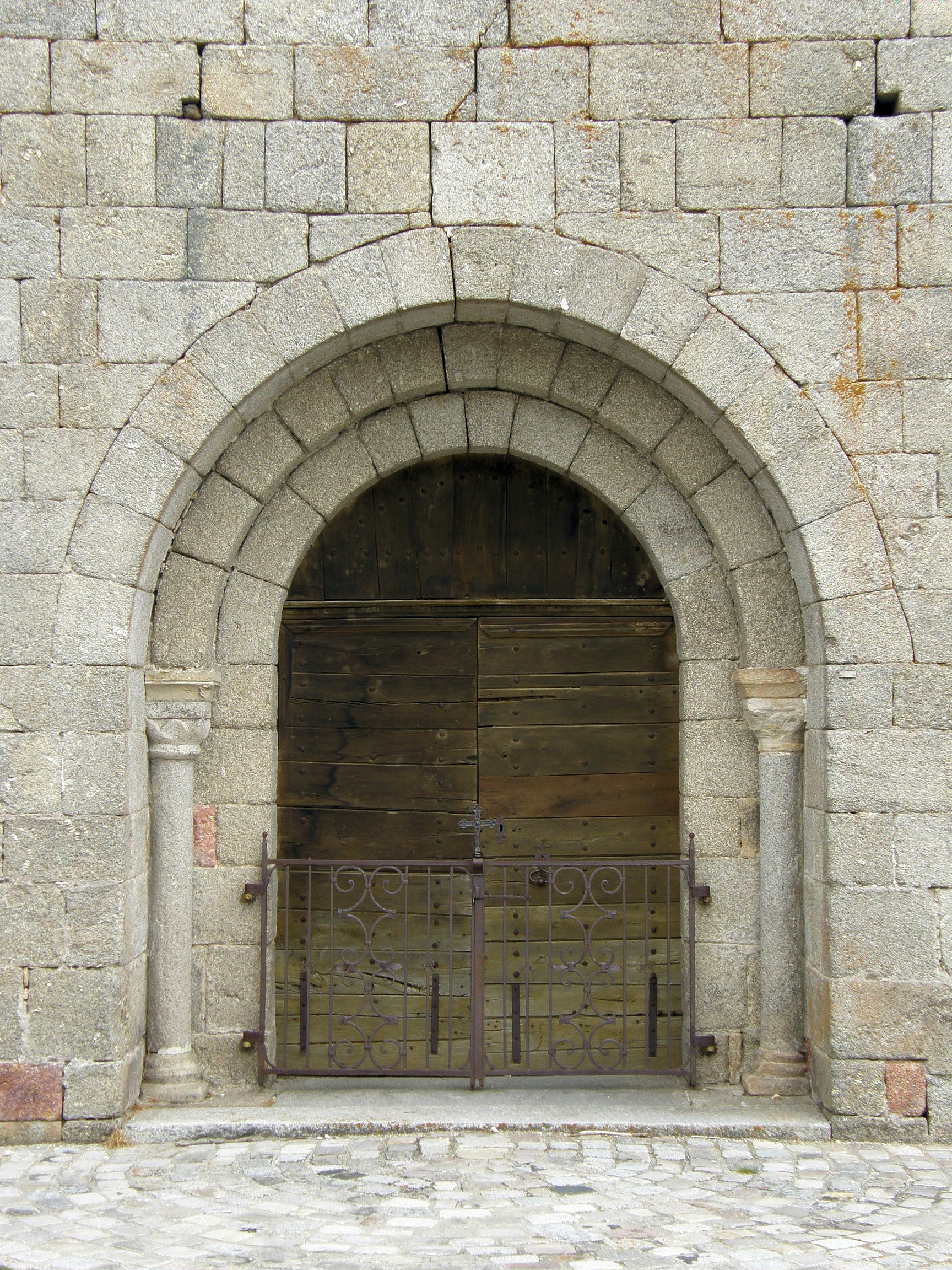
Portal der Kirche
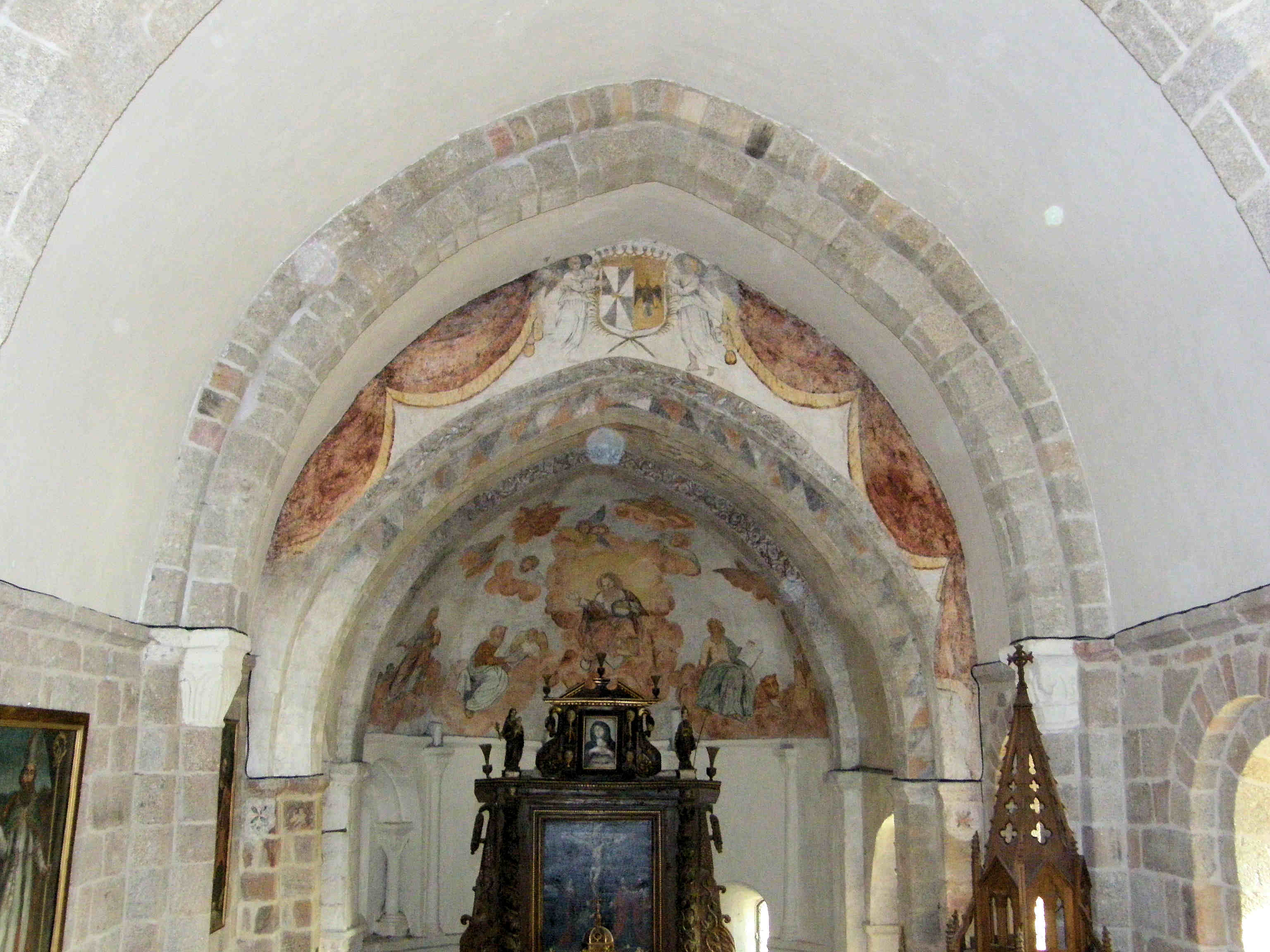
Fresken
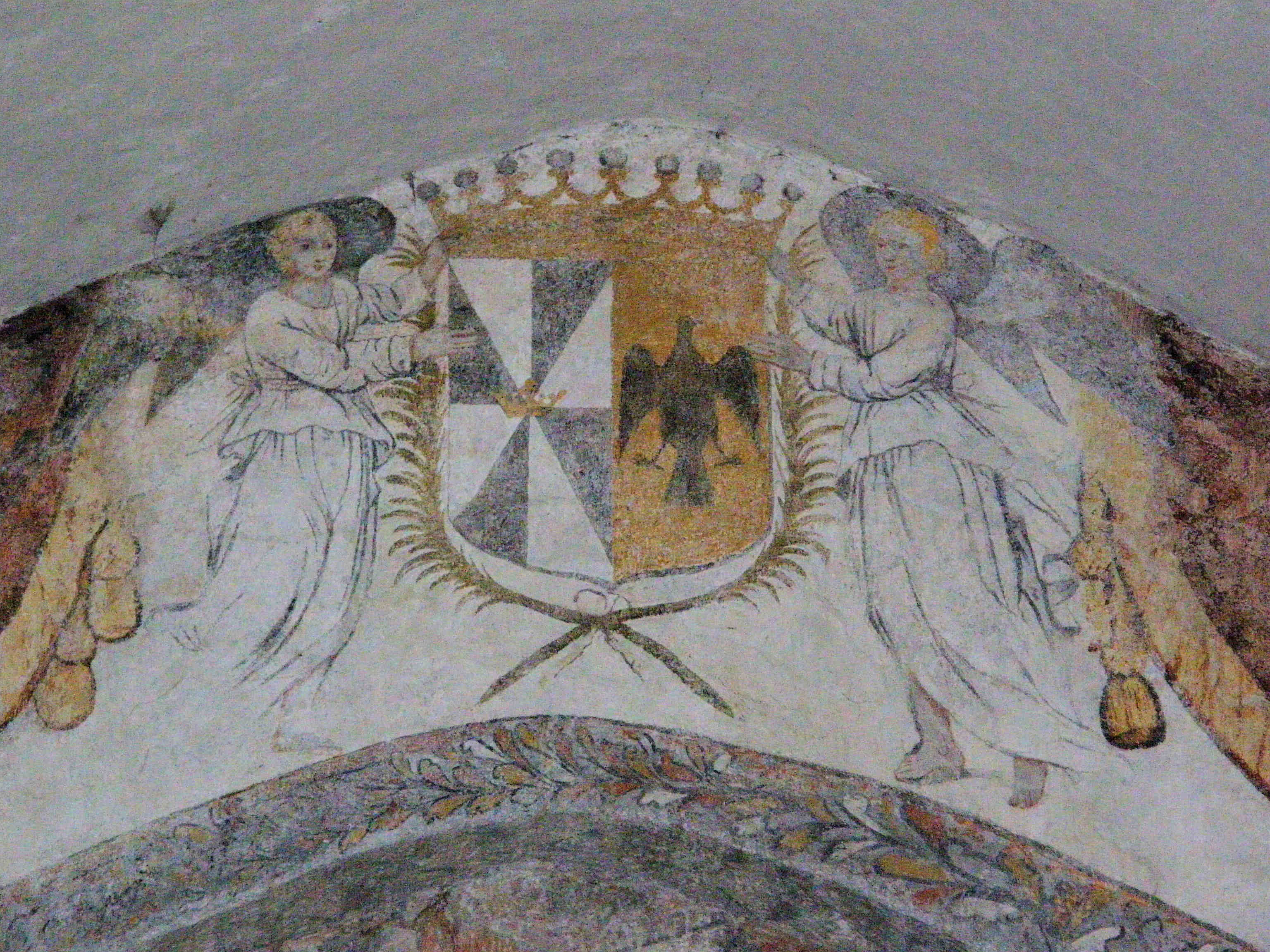
Engel mit Wappen

- Etwa zwei Kilometer südwestlich des Ortes liegt der Weiler Apcher (44° 48′ 59″ N, 3° 19′ 20″ O). Auf einem Felsen erhebt sich der schlanke, aber dennoch monumental wirkende Bergfried (donjon) des bis auf die Burgkapelle Saint Jean-Baptiste zerstörten Château d’Apcher. Der Turm war nur über einen etwa drei Meter hoch gelegenen Eingang zugänglich, der nur mit Hilfe von Leitern erreichbar war, die bei einem Angriff eingezogen werden konnten. Die Kapelle ist ein schlichter romanischer Bau mit einem zweigeteilten Glockengiebel und einer polygonal gebrochenen Apsis, die im oberen Teil mehrere Blendbögen zeigt. Die aus dem 11. bis 14. Jahrhundert stammenden Überreste der Burg sind seit 1983 als Monument historique[2] eingestuft.

## Persönlichkeiten
- Garin d’Apchier, Troubadour des 12. Jahrhunderts